# Stanisław Motyka

Stanisław Motyka.

Stanisław Motyka, född 6 maj 1906 i Zakopane, död 7 juli 1941 i Donau vid Szentendre i Ungern, var en polsk vinteridrottare. Han var med i de olympiska vinterspelen 1928 i nordisk kombination där han kom på 24:e plats.
Han var kusin till Zdzisław Motyka.